# Aporetik
Die Aporetik (griechisch: ἀπορητική aporētikē „zum Zweifeln geneigt“) bezeichnet die Auseinandersetzung mit schwierigen oder unlösbaren philosophischen Fragen und Problemstellungen. Im Besonderen ist Aporetik die Kunst, Probleme als solche ohne Rücksicht auf ihre mögliche Lösbarkeit oder Unlösbarkeit zu untersuchen und zu durchdenken. Ein Aporetiker ist ein Philosoph, der die Kunst der Aporetik ausübt. 
In der Scholastik fand die aporetische Methode als Quaestio-Methode Eingang in die scholastische Philosophie des Mittelalters.